# Джери Магуайър
„Джери Магуайър“ (на английски: Jerry Maguire) е американски игрален филм излязъл по екраните през 1996 година, режисиран от Камерън Кроу с участието на Том Круз, Рене Зелуегър, Куба Гудинг-младши и Кели Престън в главните роли.

## Сюжет
Джери Магуайър е човек, който е наясно с нещата. Като висш агент в СМИ (Спортен Мениджмънт Интернешънъл) е безспорен майстор в своята област. Той е красив, чаровен и предан на своята прочута клиентка и бляскава годеница Ейвъри Бишъп, която е журналистка към Националната футболна лига. Нейният подход към секса и връзките прилича на програма за свръхнатоварване и би могъл да се сравни само с професионалните ѝ амбиции. Проблемът е в това, че умът, душата и устата на Джери обикновено са на автопилот. Бива го в приятелствата, но както твърдят многобройните му бивши приятелки не и в интимните връзки. Всъщност Джери Магуайър лекува своите недостатъци, едва след като те му докарат пореден и винаги неочакван за него провал. Този мъж с призвание бива уволнен от СМИ след един необмислен акт - написването на бунтарско предложение за триумфално бъдещо развитие на агенцията със заглавие „Нещата, които си мислим, но не казваме: бъдещето на нашия бизнес“. Декларацията на Джери, написана спонтанно през една свободна от задължения нощ, стига до идеалистичното заключение, че компанията трябва да се съсредоточи в истински грижи за по-малко на брой клиенти, като се наблегне на качеството за сметка на количеството. Хората, а не парите, са най-важното. Седмица след като огласява своята декларация, Джери най-безцеремонно бива уволнен. Лишен от работа, самочувствие и в не малка степен от своята идентичност, упоритият, но намиращ се на ръба на нервна криза Джери е принуден да започне всичко от нулата.

## В ролите
| Актьор             | Роля           |
| ------------------ | -------------- |
| Том Круз           | Джери Магуайър |
| Рене Зелуегър      | Дороти Бойд    |
| Куба Гудинг-младши | Род Тидуел     |
| Кели Престън       | Ейвъри Бишъп   |
| Джери О'Конъл      | Франк Къшман   |
| Джей Мор           | Боб Шъгар      |

## Награди и номинации
| Награда       | Категория                              | Номиниран(и)                         | Резултат  |
| ------------- | -------------------------------------- | ------------------------------------ | --------- |
| Оскар         | Най-добър филм                         | Най-добър филм                       | номинация |
| Оскар         | Най-добра мъжка роля                   | Том Круз                             | номинация |
| Оскар         | Най-добра поддържаща мъжка роля        | Куба Гудинг-младши                   | награда   |
| Оскар         | Най-добър оригинален сценарий          | Камерън Кроу                         | номинация |
| Оскар         | Най-добър филмов монтаж                | Джо Хъчинг                           | номинация |
| Златен глобус | Най-добър филм - мюзикъл или комедия   | Най-добър филм - мюзикъл или комедия | номинация |
| Златен глобус | Най-добър актьор в мюзикъл или комедия | Том Круз                             | награда   |
| Златен глобус | Най-добър актьор в поддържаща роля     | Куба Гудинг-младши                   | награда   |

Филмът е поставен от Американския филмов институт в някои категории както следва:
- 100 години Американски филмов институт... 100 страсти - #100
- АФИ 10-те топ 10 – #10 Спорт

## Дублаж

### Диема Вижън (2004)
| Превод             | Даниела Славчева                                                                       |
| Тонрежисьор        | Тони Тодоров                                                                           |
| Озвучаващи артисти | Христина Ибришимова Даниела Йорданова Георги Георгиев-Гого Николай Николов Васил Бинев |